# Томпсон, Рут Пламли
Рут Пламли Томпсон (англ. Ruth Plumly Thompson; 27 июля 1891 — 6 апреля 1976) — американская детская писательница.

## Биография
Родилась в Филадельфии, штат Пенсильвания, начала свою писательскую карьеру в 1914, когда она устроилась в газету Public Ledger, где работала колумнисткой и вела еженедельную колонку для детей. В 1916 Рут опубликовала свою первую детскую книгу, The Perhappsy Chaps, и уже подготовила к публикации вторую — «Принцесса Коузитауна», когда Уильям Ли, вице-президент издательства Рейли и Ли, которое занималось изданием серии книг Л. Ф. Баума, попросил её продолжить серию книг Баума о стране Оз. (Слухи среди поклонников, что Томпсон была племянницей Баума, не соответствуют действительности.) Томпсон приняла это предложение, и в период с 1921 по 1939 ежегодно писала по новой книге о стране Оз. Гонорары за эти книги были чрезвычайно важны для Рут, поскольку она никогда не выходила замуж, а на её руках были овдовевшая мать и сестра-инвалид.
Сиквелы Томпсон о стране Оз написаны ярко и живо, в них введён ряд новых красочных и необычных персонажей. При этом критики отмечали некоторое однообразие сюжетов книг Томпсон — как правило, в каждой из этих книг главный герой-ребёнок (выходец из Америки) и его сказочный спутник (чаще всего — говорящее животное) совершают путешествие через страну Оз или одну из соседних стран, жители которой захватывают путешественников и заставляют их принять свой образ жизни.
Другие характерные черты стиля сиквелов Томпсон — более частое, чем у Баума, использование юмора и склонность к использованию сюжетов романтических любовных историй, чего, за редкими исключениями, избегал в своих книгах Баум. Например, Добрую волшебницу Севера Томпсон «омолодила» до «брачного» возраста, и, в то время как герои Баума, как правило, девочки, у Томпсон героями были мальчики.
Рут Пламли Томпсон «подала в отставку» с должности «продолжателя Баума» в 1939, и её место в ряду продолжателей цикла книг о стране Оз занял художник Джон Нейл.
Впоследствии, уже в конце жизни, Томпсон написала ещё две книги о Стране Оз.

### Произведения о стране Оз
1. «Королевская Книга Страны Оз» (1921)
2. «Кабампо в Стране Оз» (1922)
3. «Трусливый Лев из Страны Оз» (1923)
4. «Бравый Дед в Стране Оз» (1924)
5. «Пропавший король Страны Оз» (1925)
6. «Голодный Тигр из Страны Оз» (1926)
7. «Король Гномов Страны Оз» (1927)
8. «Огромный Конь из Страны Оз» (1928)
9. «Тыквоголовый Джек из Страны Оз» (1929)
10. «Жёлтый Рыцарь из Страны Оз» (1930)
11. «Пираты в Стране Оз» (1931)
12. «Лиловый Принц из Страны Оз» (1932)
13. «Оджо в Стране Оз» (1933)
14. «Спиди в Стране Оз» (1934)
15. «Волшебный Конь в Стране Оз» (1935)
16. «Капитан Несалага в Стране Оз» (1936)
17. «Семиручка Мэнди в Стране Оз» (1937)
18. «Серебряная Принцесса Страны Оз» (1938)
19. «Озмалётное путешествие с Волшебником Страны Оз» (1939)
20. «Янки в Стране Оз» (1971)
21. «Таинственный Остров в Стране Оз» (1976).

Кроме того, Р.Томпсон написала сборник стихотворений «Веселые граждане страны Оз», изданный посмертно, в 1992.

### Другие произведения
- The Perhappsy Chaps, (1916)
- Принцесса Коузитауна, (1922)
- Удивительное путешествие капитана Санта, (1926)
- Король Коджо, (1938)
- Волшебник Верхнего Пути и другие чудеса, (Международный клуб «Волшебник из страны Оз», 1985)
- Сиссаджиг и другие сюрпризы, (Международный клуб «Волшебник из страны Оз», 2003).